# Korea Positioning System

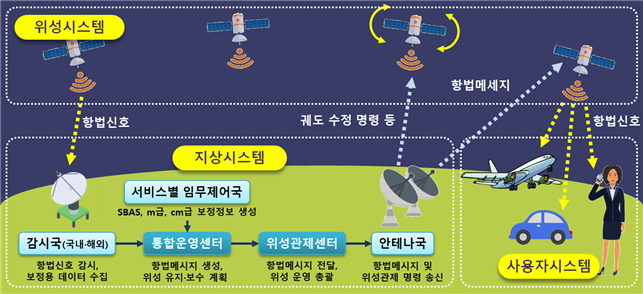
KPS carte conceptuelle.

Korean Satellite System (Système satellitaire coréen) ou KPS est un système de positionnement par satellite régional complémentaire du système GPS en cours de développement par l'agence spatiale coréenne KARI. Son développement qui a débuté en 2022 devrait s'achever en 2035.

## Historique
Le développement du  système de positionnement par satellite régional complémentaire Korean Satellite System est décidé dans le cadre d'une réunion du comité spatial du Ministère des sciences et des technologies de communication de l'information qui se tient le 5 février 2018. Le projet, qui est porté par l'Institut coréen de recherche aérospatiale (KARI), a été lancé officiellement en juillet 2022. Le projet dont le développement s'achèvera en 2035 a un budget estimé à 3,6 milles milliards de wons soit 2,7 milliards US$,. 

## Caractéristiques techniques
Le système KPS repose sur l'utilisation du signal émis par une constellation de huit satellites dont quatre circulent sur une orbite géostationnaire. Le système fournira des données de très grande précision (5 centimètres) dans un rayon de 1000 kilomètres autour de Séoul. 